# Belyj sneg
Belyj sneg (Белый снег) è un film del 2021 diretto da Nikolaj Chomeriki.

## Trama
Una ragazza di nome Lena di Magadan è diventata una sportiva di successo e partecipa ai Campionati Mondiali di Sci.